# 出雲村
出雲村（いずもそん）は、山口県佐波郡にあった村。現在の山口市徳地の南西部にあたる。

## 地理
- 山岳 ： 土田ヶ岳、要害岳、根啼山、三条山、真田ヶ岳、狗留孫山、白石山
- 河川 ： 佐波川、島地川

## 歴史
- 1889年（明治22年）4月1日 - 町村制の施行により、岸見村・伊賀地村・堀村・小古祖村・深谷村の区域をもって発足。
- 1955年（昭和30年）4月1日 - 島地村・串村・八坂村・柚野村と合併して徳地町が発足。同日出雲村廃止。

## 交通

### 鉄道路線
- 防石鉄道
  - 防石鉄道線
    - 岸見駅 - 奥畑駅 - 伊賀地駅 - 山根駅 - 沖ノ原駅 - 堀駅

### 道路
現在は旧村域に中国自動車道の徳地インターチェンジが所在するが、当時は未開通。